# Agrostis idahoensis
Agrostis idahoensis là một loài thực vật có hoa trong họ Hòa thảo. Loài này được Nash mô tả khoa học đầu tiên năm 1897.

## Hình ảnh

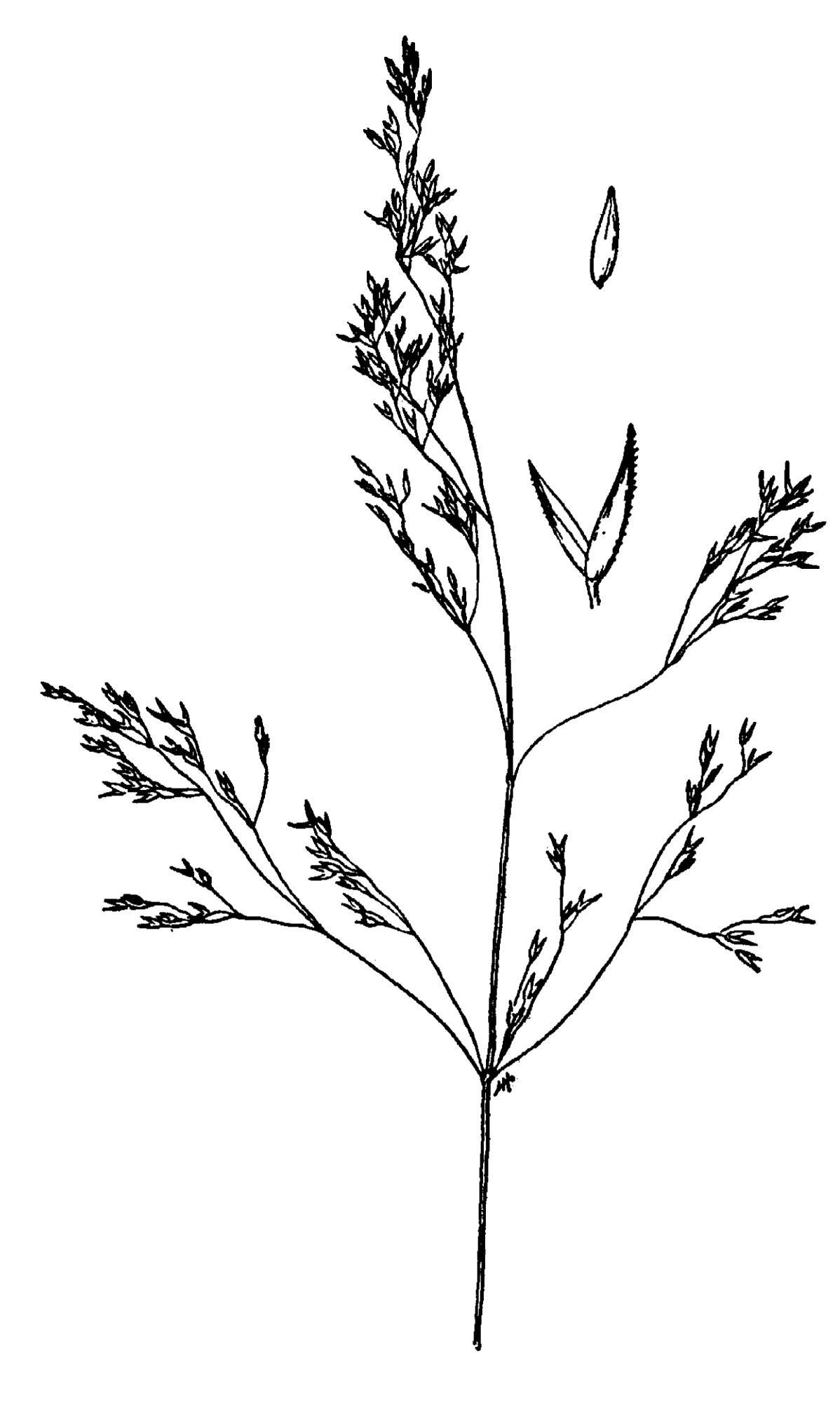